# Махмуд-шах III
Насир-уд-Дин Махмуд Шах III, ранее — Махмуд-Хан (1526—1554) — гуджаратский султан из династии Музаффаридов (1537—1554). Ему часто приходилось сражаться со своей знатью, которая была заинтересована в независимости, особенно с Дари Ханом и Имад-уль-Мульком. Он был убит одним из своих слуг.

## Предыстория
У гуджаратского султана Бахадур-шаха, правившего в 1526—1537 годах, не было сыновей, поэтому существовала некоторая неопределенность относительно преемственности после его смерти. Мухаммад Заман Мирза, беглый принц из династии Тимуридов, заявил о своих претензиях на престол Гуджарата на том основании, что мать Бахадур-шаха усыновила его как своего сына. Гуджаратская знать избрала новым султаном Мирана Мухаммада-шаха I из Хандеша (племянника Бахадура), но он скончался по пути в Гуджарат. Дворяне избрали султаном Махмуд-хана, сына Латифа-хана, младшего брата и соперника Бахадур-шаха. Он вступил на престол под именем Махмуд-шах III 10 мая 1537 года, когда ему было всего 11 лет.

## Правление
После вступления на престол султана Махмуд-шаха III регентами юного правителя и руководителями правительства стали Дари Хан и Имад-уль-Мульк. Дари Хан задумал свергнуть своего соправителя Имад-уль-Мулька и стал единоличным регентом. Под давлением Дари Хана султан издал указ, в котором под предлогом охотничьей экспедиции удалил Имад-уль-Мулька из Ахмадабада. Затем Имаду-ль-Мульк получил приказ удалиться в свои имения в Джхалаваде. Через шесть месяцев Дари Хан, взяв с собой султана, выступил во главе гуджаратской армии на Джхалавад и разгромил Имад-уль-Мулька в битве при Патди. Победитель преследовал Имад-уль-Мулька до Бурханпура и там разбил союзника Имад-уль-Мулька, султана Хандеша. Имад-уль-Мульк вынужден был бежать из Хандеша в Малву. После своего успеха Дари Хан передал управление султанатом Алам Хану Лоди. Султан Махмуд-шах, скрывая своё недовольство тем, как с ним обращаются, делал вид, что не интересуется государственными делами. Алам Хан Лоди, задумав устранить Дари Хана, уехал в своё поместье Джандхука, пригласив султана присоединиться к нему. Султан Махмуд-шах, ускользнув от надзора, присоединился к Алама-хану. Узнав о бегстве султана, Дари Хан возвел на престол потомка Ахмад-шаха с именем Музаффар-шах и стал чеканить монету от его имени. Дари Хан с войском выступил в поход на Дхандхуку. В битве под Дхолкой Махмуд-шах и Алам-хан потерпели поражение. Султан бежал в Ранпур, а оттуда в Палиад, в то время как Алам-Хан скрылся в Садре. Дари Хан занял Дхандхуку, но вскоре его сторонники стали дезертировать, переходя на сторону Алам-хана и Махмуд-шаха. Вскоре после этого султан присоединился к Алама-хану и двинулся на Ахмадабад, преследуя Дари Хана. Горожане закрыли ворота перед Дари-ханом, но он смог пробраться в столицу. Узнав о приближении султана, Дари-хан бежал к Мубарак-шаху в Бурханпур, оставив свою семью и казну в крепости Чампанер.
Махмуд-шах вступил в Ахмадабад, и вскоре после этого захватил Чампанер. Алам-хан занял при дворе место Дари-хана, которому были переданы во владение крепость Бхаруч и порт Сурат. Вскоре после этого Махмуд-шах стал проявлять благосклонность к людям невысокого ранга, особенно к некому Чарджи, птицелову, которому он пожаловал титул Мухафиз-Хана. Чарджи посоветовал султану предать смерти двух главных вельмож, Султана Ала-уд-дина Лоди и Шуджаят-Хана. Султан, не посоветовавшись со своими министрами, приказал казнить этих людей. Тогда гуджаратские аристократы, объединившись, осадили Махмуд-шаха в его дворце и потребовали, чтобы Мухафиз-хан был им выдан, но султан отказался его выдавать. Тогда дворяне попросили личной аудиенции у султана, и Махмуд-шах согласился, хотя и предупредил Мухафиза-Хана о грозящей ему опасности. Во время аудиенции Алама-хан приказал своим людям убить Мухафиз-хана, несмотря на увещевания султана. Затем Махмуд-шах попытался покончить с собой, но ему помешали и заключили его под стражу, а главные дворяне по очереди наблюдали за ним. Вскоре произошла ссора между Алам-Ханом и Муджахид-Ханом и его братом, последние устроили побег султана и разграбили дома Алам-Хана и его приверженцев. Алам Хан бежал из столицы в Петхапур, затем соединился с Дари Ханом, который вернулся из Декана, и получил денежную помощь от Имад-уль-Мулька из Сурата и Алпа Хана из Дхолкана. Имад-уль-Мульк написал султану, прося прощения за мятежников.
Махмуд-шах, недовольный той ролью, которую сыграл Имад-уль-Мульк в восстании, вызвал его в крепость Чампанер, где его имущество было отдано на разграбление. По просьбе Имада-уль-Мулька султан разрешил ему совершить хадж в Мекку. В 1545 году, когда он готовился отправиться в паломничество, Имад-уль-Мульк был убит. Вместо него правителем в Сурате был назначен Худаванд Хан Руми, который, несмотря на недовольство и интриги португальцев, за пять лет смог завершить строительство замка Сурат. Вскоре Махмуд-шах изгнал из Гуджарата Алам-хана и Дари-хана, которые нашли убежище при дворе правителя Дели. Султан назначил новым министром Афзал-хана, министра покойного Бахадур-шаха. Хотя Афзал-хан жил в отставке, его совет принимался по важным вопросам. Другими крупными сановниками были Саяд Мубарак, Фатех Хан Белох и Абдул-Карим Хан, получивший титул Итимад Хана. Последний пользовался полным доверием монарха, его допускали даже в султанский гарем. Махмуд-шах также совещался с Асиф-ханом относительно целесообразности завоевания Малавского султаната.
Асиф-хан советал Махмуд-шаху поскорее лишить вождей раджпутов их наследственных владений. Попытка последовать этому совету вызвала сопротивление лидеров Идара, Сирохи, Дунгарпура, Бансвады, Лунавады, Раджпиплы и Дахода. Султан укрепил линию фортов, установив один в Сирохи, а другой в Идаре, а также новые форты в других местах. В то же самое время он начал преследовать индусов, позволяя мусульманам их убивать по малейшему поводу. Раджпуты были заклеймены, их заставляли носить красную тряпку на правой руке, запрещали им ездить в Ахмадабад, им не разрешалось праздновать индуистские праздники Холи и Дивали.
В 1554 году султанский слуга Бурхан, задумал убить Махмуд-шаха и править вместо него. Он дал султану опьяняющее снадобье и, когда он заснул, ударил его ножом в сердце. Затем Бурхан от имени султана пригласил главных вельмож. Были убиты первый министр Асиф-Хан и еще двенадцать человек. Бурхан попытался добиться того, чтобы его признали новым султаном. Никто его не поддержал, даже его сообщники бросили его. Имад-уль-Мульк, Улуг-Хан и другие вельможи объединились, чтобы противостоять ему, и когда он выступил против них, его убил Ширван-Хан. Гонения Махмуд-шаха вызвали у индусов такую жгучую ненависть, что они стали считать Бурхана своим спасителем. Махмуд-шах перенес столицу из Ахмадабада в Махмудабад, который находился в 18 милях к югу от первой столицы. В Махмудабаде был построен султанский дворец, огороженный оленьим парком. В каждом углу парка Махмуд-шах воздвиг дворец, каменные стены и потолки которого были украшены драгоценными золотыми узорами и арабесками. Его строгое соблюдение общественной морали привело к тому, что он запретил мусульманским женщинам посещать гробницы святых, поскольку эта практика привела к нарушениям. Он скончался в возрасте двадцати восьми лет после восемнадцатилетнего правления.